# Szuperhősök Légiója (film)
A Szuperhősök Légiója (eredeti cím: Legion of Super-Heroes) 2023-ban bemutatott amerikai 2D-s számítógépes animációs szuperhősfilm, amelyet Jeff Wamester rendezett.
Amerikában 2023. február 7-én lett elérhető digitális formában az interneten. Magyarországon 2023. szeptember 1-én mutatta be az HBO Max, míg az HBO-n 2023. szeptember 3-án adták le.

## Szereplők
| Szerep                             | Eredeti hang    | Magyar hang      |
| ---------------------------------- | --------------- | ---------------- |
| Supergirl / Kara Zor-El            | Meg Donnelly    | Hermann Lilla    |
| Agykeselyű 5                       | Harry Shum Jr.  | Baráth István    |
| Batman / Bruce Wayne               | Jensen Ackles   | Welker Gábor     |
| Fantomlány / Tinya Wazzo           | Gideon Adlon    | Pekár Adrienn    |
| Flash / Barry Allen                | Matt Bomer      |                  |
| Superman / Clark Kent / Kal-El     | Darren Criss    | Varga Gábor      |
| Szürkefarkas / Brin Londo          | Robbie Daymond  | Varga Rókus      |
| Agykeselyű 4                       | Robbie Daymond  |                  |
| Agykeselyű                         | Darin De Paul   | Schneider Zoltán |
| Solomon Grundy                     | Darin De Paul   | Orosz Gergely    |
| Karvesztő fiú / Floyd Belkin       | Ben Diskin      | Hamvas Dániel    |
| Agykeselyű 2                       | Ben Diskin      | Törköly Levente  |
| Árnyéklány / Tasmia Mallor         | Victoria Grace  | Erdős Borcsa     |
| Alura In-Ze                        | Jennifer Hale   | Zakariás Éva     |
| Hajnalcsillag                      | Cynthia Hamidi  | Mikecz Estilla   |
| Pattogósrác / Charles Taine        | Ely Henry       | Ágoston Péter    |
| Triplalány / Luornu Durgo          | Daisy Lightfoot | Gáspár Kata      |
| Kozmo fiú / Rokk Krinn             | Eric Lopez      | Galambos Péter   |
| Kémia király / Condo Arlik         | Eric Lopez      | Láng Balázs      |
| Mon-El                             | Yuri Lowenthal  | Czető Roland     |
| Láthatatlan srác / Jacques Foccart | Zeno Robinson   | Penke Bence      |
| Agykeselyű 3                       | Zeno Robinson   |                  |

### Magyar változat
- Hangmérnök: Schriffert László
- Vágó: Kajdácsi Brigitta
- Gyártásvezető: Gelencsér Adrienn
- Szinkronrendező: Földi Levente
- Produkciós vezető: Várkonyi Krisztina
- Felolvasó: Epres Attila
- További magyar hangok: Kapácsy Miklós

A szinkront az HBO megbízásából a Mafilm Audio Kft. készítette.